# Coupe féminine de l'UEFA 2006-2007
Navigation
Édition précédente Édition suivante
La Coupe féminine de l'UEFA 2006-2007 est la sixième édition de la plus importante compétition inter-clubs européenne de football féminin. 
Elle se déroule lors de la saison 2006-2007 et oppose les vainqueurs des différents championnats européens de la saison précédente.
La finale se déroule en une rencontre aller-retour et voit la victoire de l'Arsenal LFC face à l'Umeå IK sur le score cumulé d'un buts à zéro.

## Participants
Le schéma de qualification pour la Coupe féminine de l'UEFA 2006-2007 est identique à celui de la saison précédente :
- le tenant du titre est directement qualifié pour la deuxième phase de groupes,
- les six meilleures associations selon l'UEFA ont leurs clubs champion qualifié directement pour la deuxième phase de groupes,
- les trente-six autres associations présentant un club pour cette compétition passe par une première phase de groupes, pour rejoindre les sept autres équipes.

Contrairement à la Ligue des champions masculine, les fédérations européennes ne présentent pas toutes une équipe, donc le nombre exact d'équipes n'est pas fixé jusqu'à ce que la liste d'accès soit complètement connue.
| Deuxième phase de groupes | Deuxième phase de groupes | Deuxième phase de groupes | Deuxième phase de groupes | Deuxième phase de groupes | Deuxième phase de groupes | Deuxième phase de groupes | Deuxième phase de groupes | Deuxième phase de groupes | Deuxième phase de groupes | Deuxième phase de groupes | Deuxième phase de groupes | Deuxième phase de groupes | Deuxième phase de groupes | Deuxième phase de groupes | Deuxième phase de groupes |
| --- | --- | --- | --- | --- | --- | --- | --- | --- | --- | --- | --- | --- | --- | --- | --- |
| - FFC Francfort Champion d'Europe 2005-2006 - FFC Turbine Potsdam Champion d'Allemagne 2005-2006 - Umeå IK Champion de Suède 2005 - Arsenal LFC Champion d'Angleterre 2005-2006 | - FFC Francfort Champion d'Europe 2005-2006 - FFC Turbine Potsdam Champion d'Allemagne 2005-2006 - Umeå IK Champion de Suède 2005 - Arsenal LFC Champion d'Angleterre 2005-2006 | - FFC Francfort Champion d'Europe 2005-2006 - FFC Turbine Potsdam Champion d'Allemagne 2005-2006 - Umeå IK Champion de Suède 2005 - Arsenal LFC Champion d'Angleterre 2005-2006 | - FFC Francfort Champion d'Europe 2005-2006 - FFC Turbine Potsdam Champion d'Allemagne 2005-2006 - Umeå IK Champion de Suède 2005 - Arsenal LFC Champion d'Angleterre 2005-2006 | - FFC Francfort Champion d'Europe 2005-2006 - FFC Turbine Potsdam Champion d'Allemagne 2005-2006 - Umeå IK Champion de Suède 2005 - Arsenal LFC Champion d'Angleterre 2005-2006 | - FFC Francfort Champion d'Europe 2005-2006 - FFC Turbine Potsdam Champion d'Allemagne 2005-2006 - Umeå IK Champion de Suède 2005 - Arsenal LFC Champion d'Angleterre 2005-2006 | - FFC Francfort Champion d'Europe 2005-2006 - FFC Turbine Potsdam Champion d'Allemagne 2005-2006 - Umeå IK Champion de Suède 2005 - Arsenal LFC Champion d'Angleterre 2005-2006 | - FFC Francfort Champion d'Europe 2005-2006 - FFC Turbine Potsdam Champion d'Allemagne 2005-2006 - Umeå IK Champion de Suède 2005 - Arsenal LFC Champion d'Angleterre 2005-2006 | - Brøndby IF Champion du Danemark 2005-2006 - Kolbotn Fotball Champion de Norvège 2005 - AC Sparta Prague Champion de République tchèque 2005-2006 | - Brøndby IF Champion du Danemark 2005-2006 - Kolbotn Fotball Champion de Norvège 2005 - AC Sparta Prague Champion de République tchèque 2005-2006 | - Brøndby IF Champion du Danemark 2005-2006 - Kolbotn Fotball Champion de Norvège 2005 - AC Sparta Prague Champion de République tchèque 2005-2006 | - Brøndby IF Champion du Danemark 2005-2006 - Kolbotn Fotball Champion de Norvège 2005 - AC Sparta Prague Champion de République tchèque 2005-2006 | - Brøndby IF Champion du Danemark 2005-2006 - Kolbotn Fotball Champion de Norvège 2005 - AC Sparta Prague Champion de République tchèque 2005-2006 | - Brøndby IF Champion du Danemark 2005-2006 - Kolbotn Fotball Champion de Norvège 2005 - AC Sparta Prague Champion de République tchèque 2005-2006 | - Brøndby IF Champion du Danemark 2005-2006 - Kolbotn Fotball Champion de Norvège 2005 - AC Sparta Prague Champion de République tchèque 2005-2006 | - Brøndby IF Champion du Danemark 2005-2006 - Kolbotn Fotball Champion de Norvège 2005 - AC Sparta Prague Champion de République tchèque 2005-2006 |
| Première phase de groupes | | | | | | | | | | | | | | | |
| - ŽFK Mašinac PZP Niš Champion de Serbie 2005-2006 - Gömrükçü Bakou Champion d'Azerbaïdjan 2005-2006 - ASD Fiammamonza (en) Champion d'Italie 2005-2006 - FCF Juvisy Champion de France 2005-2006 - WFC Rossiyanka Champion de Russie 2005 - Breiðablik Kopavogur Champion d'Islande 2005 - RCD Espanyol Champion d'Espagne 2005-2006 - SV Saestum Champion des Pays-Bas 2005-2006 - FK Universitet Vitebsk Champion de Biélorussie 2005 - AZS Wrocław Champion de Pologne 2005-2006 - FC Femina Champion de Hongrie 2005-2006 - Helsinki JK Champion de Finlande 2005 - PAOK Salonique Champion de Grèce 2005-2006 - FFC Zuchwil 05 Champion de Suisse 2005-2006 - Hibernian Ladies Champion d'Écosse 2005 - SU 1er Décembre Champion du Portugal 2005-2006 - KÍ Klaksvík Champion des Îles Féroé 2005 - FC Narta Chişinău Champion de Moldavie 2005-2006 | - ŽFK Mašinac PZP Niš Champion de Serbie 2005-2006 - Gömrükçü Bakou Champion d'Azerbaïdjan 2005-2006 - ASD Fiammamonza (en) Champion d'Italie 2005-2006 - FCF Juvisy Champion de France 2005-2006 - WFC Rossiyanka Champion de Russie 2005 - Breiðablik Kopavogur Champion d'Islande 2005 - RCD Espanyol Champion d'Espagne 2005-2006 - SV Saestum Champion des Pays-Bas 2005-2006 - FK Universitet Vitebsk Champion de Biélorussie 2005 - AZS Wrocław Champion de Pologne 2005-2006 - FC Femina Champion de Hongrie 2005-2006 - Helsinki JK Champion de Finlande 2005 - PAOK Salonique Champion de Grèce 2005-2006 - FFC Zuchwil 05 Champion de Suisse 2005-2006 - Hibernian Ladies Champion d'Écosse 2005 - SU 1er Décembre Champion du Portugal 2005-2006 - KÍ Klaksvík Champion des Îles Féroé 2005 - FC Narta Chişinău Champion de Moldavie 2005-2006 | - ŽFK Mašinac PZP Niš Champion de Serbie 2005-2006 - Gömrükçü Bakou Champion d'Azerbaïdjan 2005-2006 - ASD Fiammamonza (en) Champion d'Italie 2005-2006 - FCF Juvisy Champion de France 2005-2006 - WFC Rossiyanka Champion de Russie 2005 - Breiðablik Kopavogur Champion d'Islande 2005 - RCD Espanyol Champion d'Espagne 2005-2006 - SV Saestum Champion des Pays-Bas 2005-2006 - FK Universitet Vitebsk Champion de Biélorussie 2005 - AZS Wrocław Champion de Pologne 2005-2006 - FC Femina Champion de Hongrie 2005-2006 - Helsinki JK Champion de Finlande 2005 - PAOK Salonique Champion de Grèce 2005-2006 - FFC Zuchwil 05 Champion de Suisse 2005-2006 - Hibernian Ladies Champion d'Écosse 2005 - SU 1er Décembre Champion du Portugal 2005-2006 - KÍ Klaksvík Champion des Îles Féroé 2005 - FC Narta Chişinău Champion de Moldavie 2005-2006 | - ŽFK Mašinac PZP Niš Champion de Serbie 2005-2006 - Gömrükçü Bakou Champion d'Azerbaïdjan 2005-2006 - ASD Fiammamonza (en) Champion d'Italie 2005-2006 - FCF Juvisy Champion de France 2005-2006 - WFC Rossiyanka Champion de Russie 2005 - Breiðablik Kopavogur Champion d'Islande 2005 - RCD Espanyol Champion d'Espagne 2005-2006 - SV Saestum Champion des Pays-Bas 2005-2006 - FK Universitet Vitebsk Champion de Biélorussie 2005 - AZS Wrocław Champion de Pologne 2005-2006 - FC Femina Champion de Hongrie 2005-2006 - Helsinki JK Champion de Finlande 2005 - PAOK Salonique Champion de Grèce 2005-2006 - FFC Zuchwil 05 Champion de Suisse 2005-2006 - Hibernian Ladies Champion d'Écosse 2005 - SU 1er Décembre Champion du Portugal 2005-2006 - KÍ Klaksvík Champion des Îles Féroé 2005 - FC Narta Chişinău Champion de Moldavie 2005-2006 | - ŽFK Mašinac PZP Niš Champion de Serbie 2005-2006 - Gömrükçü Bakou Champion d'Azerbaïdjan 2005-2006 - ASD Fiammamonza (en) Champion d'Italie 2005-2006 - FCF Juvisy Champion de France 2005-2006 - WFC Rossiyanka Champion de Russie 2005 - Breiðablik Kopavogur Champion d'Islande 2005 - RCD Espanyol Champion d'Espagne 2005-2006 - SV Saestum Champion des Pays-Bas 2005-2006 - FK Universitet Vitebsk Champion de Biélorussie 2005 - AZS Wrocław Champion de Pologne 2005-2006 - FC Femina Champion de Hongrie 2005-2006 - Helsinki JK Champion de Finlande 2005 - PAOK Salonique Champion de Grèce 2005-2006 - FFC Zuchwil 05 Champion de Suisse 2005-2006 - Hibernian Ladies Champion d'Écosse 2005 - SU 1er Décembre Champion du Portugal 2005-2006 - KÍ Klaksvík Champion des Îles Féroé 2005 - FC Narta Chişinău Champion de Moldavie 2005-2006 | - ŽFK Mašinac PZP Niš Champion de Serbie 2005-2006 - Gömrükçü Bakou Champion d'Azerbaïdjan 2005-2006 - ASD Fiammamonza (en) Champion d'Italie 2005-2006 - FCF Juvisy Champion de France 2005-2006 - WFC Rossiyanka Champion de Russie 2005 - Breiðablik Kopavogur Champion d'Islande 2005 - RCD Espanyol Champion d'Espagne 2005-2006 - SV Saestum Champion des Pays-Bas 2005-2006 - FK Universitet Vitebsk Champion de Biélorussie 2005 - AZS Wrocław Champion de Pologne 2005-2006 - FC Femina Champion de Hongrie 2005-2006 - Helsinki JK Champion de Finlande 2005 - PAOK Salonique Champion de Grèce 2005-2006 - FFC Zuchwil 05 Champion de Suisse 2005-2006 - Hibernian Ladies Champion d'Écosse 2005 - SU 1er Décembre Champion du Portugal 2005-2006 - KÍ Klaksvík Champion des Îles Féroé 2005 - FC Narta Chişinău Champion de Moldavie 2005-2006 | - ŽFK Mašinac PZP Niš Champion de Serbie 2005-2006 - Gömrükçü Bakou Champion d'Azerbaïdjan 2005-2006 - ASD Fiammamonza (en) Champion d'Italie 2005-2006 - FCF Juvisy Champion de France 2005-2006 - WFC Rossiyanka Champion de Russie 2005 - Breiðablik Kopavogur Champion d'Islande 2005 - RCD Espanyol Champion d'Espagne 2005-2006 - SV Saestum Champion des Pays-Bas 2005-2006 - FK Universitet Vitebsk Champion de Biélorussie 2005 - AZS Wrocław Champion de Pologne 2005-2006 - FC Femina Champion de Hongrie 2005-2006 - Helsinki JK Champion de Finlande 2005 - PAOK Salonique Champion de Grèce 2005-2006 - FFC Zuchwil 05 Champion de Suisse 2005-2006 - Hibernian Ladies Champion d'Écosse 2005 - SU 1er Décembre Champion du Portugal 2005-2006 - KÍ Klaksvík Champion des Îles Féroé 2005 - FC Narta Chişinău Champion de Moldavie 2005-2006 | - ŽFK Mašinac PZP Niš Champion de Serbie 2005-2006 - Gömrükçü Bakou Champion d'Azerbaïdjan 2005-2006 - ASD Fiammamonza (en) Champion d'Italie 2005-2006 - FCF Juvisy Champion de France 2005-2006 - WFC Rossiyanka Champion de Russie 2005 - Breiðablik Kopavogur Champion d'Islande 2005 - RCD Espanyol Champion d'Espagne 2005-2006 - SV Saestum Champion des Pays-Bas 2005-2006 - FK Universitet Vitebsk Champion de Biélorussie 2005 - AZS Wrocław Champion de Pologne 2005-2006 - FC Femina Champion de Hongrie 2005-2006 - Helsinki JK Champion de Finlande 2005 - PAOK Salonique Champion de Grèce 2005-2006 - FFC Zuchwil 05 Champion de Suisse 2005-2006 - Hibernian Ladies Champion d'Écosse 2005 - SU 1er Décembre Champion du Portugal 2005-2006 - KÍ Klaksvík Champion des Îles Féroé 2005 - FC Narta Chişinău Champion de Moldavie 2005-2006 | - CFF Clujana Champion de Roumanie 2005-2006 - Dundalk FC Champion d'Irlande 2005-2006 - CS Newtownabbey Champion d'Irlande du Nord 2005 - FC Legenda Tchernihiv Champion d'Ukraine 2005-2006 - SV Neulengbach Champion d'Autriche 2005-2006 - KFC Rapide Wezemaal Champion de Belgique 2005-2006 - Maccabi Holon FC Champion d'Israël 2005-2006 - ŽNK Dinamo-Maksimir (en) Champion de Croatie 2005-2006 - Cardiff City LFC Champion du pays de Galles 2005-2006 - Pärnu JK Champion d'Estonie 2005 - ŽNK Pomurje Champion de Slovénie 2005-2006 - AEK Kokkinochorion Champion de Chypre 2005-2006 - FK Slovan Duslo Šaľa Champion de Slovaquie 2005-2006 - ZFK Škiponjat Champion de Macédoine 2005-2006 - ŽNK SFK 2000 Sarajevo Champion de Bosnie-Herzégovine 2005-2006 - Alma KTZH Champion de Kazakhstan 2005 - FC NSA Sofia Champion de Bulgarie 2005-2006 - FK Gintra Universitetas Champion de Lituanie 2005 | - CFF Clujana Champion de Roumanie 2005-2006 - Dundalk FC Champion d'Irlande 2005-2006 - CS Newtownabbey Champion d'Irlande du Nord 2005 - FC Legenda Tchernihiv Champion d'Ukraine 2005-2006 - SV Neulengbach Champion d'Autriche 2005-2006 - KFC Rapide Wezemaal Champion de Belgique 2005-2006 - Maccabi Holon FC Champion d'Israël 2005-2006 - ŽNK Dinamo-Maksimir (en) Champion de Croatie 2005-2006 - Cardiff City LFC Champion du pays de Galles 2005-2006 - Pärnu JK Champion d'Estonie 2005 - ŽNK Pomurje Champion de Slovénie 2005-2006 - AEK Kokkinochorion Champion de Chypre 2005-2006 - FK Slovan Duslo Šaľa Champion de Slovaquie 2005-2006 - ZFK Škiponjat Champion de Macédoine 2005-2006 - ŽNK SFK 2000 Sarajevo Champion de Bosnie-Herzégovine 2005-2006 - Alma KTZH Champion de Kazakhstan 2005 - FC NSA Sofia Champion de Bulgarie 2005-2006 - FK Gintra Universitetas Champion de Lituanie 2005 | - CFF Clujana Champion de Roumanie 2005-2006 - Dundalk FC Champion d'Irlande 2005-2006 - CS Newtownabbey Champion d'Irlande du Nord 2005 - FC Legenda Tchernihiv Champion d'Ukraine 2005-2006 - SV Neulengbach Champion d'Autriche 2005-2006 - KFC Rapide Wezemaal Champion de Belgique 2005-2006 - Maccabi Holon FC Champion d'Israël 2005-2006 - ŽNK Dinamo-Maksimir (en) Champion de Croatie 2005-2006 - Cardiff City LFC Champion du pays de Galles 2005-2006 - Pärnu JK Champion d'Estonie 2005 - ŽNK Pomurje Champion de Slovénie 2005-2006 - AEK Kokkinochorion Champion de Chypre 2005-2006 - FK Slovan Duslo Šaľa Champion de Slovaquie 2005-2006 - ZFK Škiponjat Champion de Macédoine 2005-2006 - ŽNK SFK 2000 Sarajevo Champion de Bosnie-Herzégovine 2005-2006 - Alma KTZH Champion de Kazakhstan 2005 - FC NSA Sofia Champion de Bulgarie 2005-2006 - FK Gintra Universitetas Champion de Lituanie 2005 | - CFF Clujana Champion de Roumanie 2005-2006 - Dundalk FC Champion d'Irlande 2005-2006 - CS Newtownabbey Champion d'Irlande du Nord 2005 - FC Legenda Tchernihiv Champion d'Ukraine 2005-2006 - SV Neulengbach Champion d'Autriche 2005-2006 - KFC Rapide Wezemaal Champion de Belgique 2005-2006 - Maccabi Holon FC Champion d'Israël 2005-2006 - ŽNK Dinamo-Maksimir (en) Champion de Croatie 2005-2006 - Cardiff City LFC Champion du pays de Galles 2005-2006 - Pärnu JK Champion d'Estonie 2005 - ŽNK Pomurje Champion de Slovénie 2005-2006 - AEK Kokkinochorion Champion de Chypre 2005-2006 - FK Slovan Duslo Šaľa Champion de Slovaquie 2005-2006 - ZFK Škiponjat Champion de Macédoine 2005-2006 - ŽNK SFK 2000 Sarajevo Champion de Bosnie-Herzégovine 2005-2006 - Alma KTZH Champion de Kazakhstan 2005 - FC NSA Sofia Champion de Bulgarie 2005-2006 - FK Gintra Universitetas Champion de Lituanie 2005 | - CFF Clujana Champion de Roumanie 2005-2006 - Dundalk FC Champion d'Irlande 2005-2006 - CS Newtownabbey Champion d'Irlande du Nord 2005 - FC Legenda Tchernihiv Champion d'Ukraine 2005-2006 - SV Neulengbach Champion d'Autriche 2005-2006 - KFC Rapide Wezemaal Champion de Belgique 2005-2006 - Maccabi Holon FC Champion d'Israël 2005-2006 - ŽNK Dinamo-Maksimir (en) Champion de Croatie 2005-2006 - Cardiff City LFC Champion du pays de Galles 2005-2006 - Pärnu JK Champion d'Estonie 2005 - ŽNK Pomurje Champion de Slovénie 2005-2006 - AEK Kokkinochorion Champion de Chypre 2005-2006 - FK Slovan Duslo Šaľa Champion de Slovaquie 2005-2006 - ZFK Škiponjat Champion de Macédoine 2005-2006 - ŽNK SFK 2000 Sarajevo Champion de Bosnie-Herzégovine 2005-2006 - Alma KTZH Champion de Kazakhstan 2005 - FC NSA Sofia Champion de Bulgarie 2005-2006 - FK Gintra Universitetas Champion de Lituanie 2005 | - CFF Clujana Champion de Roumanie 2005-2006 - Dundalk FC Champion d'Irlande 2005-2006 - CS Newtownabbey Champion d'Irlande du Nord 2005 - FC Legenda Tchernihiv Champion d'Ukraine 2005-2006 - SV Neulengbach Champion d'Autriche 2005-2006 - KFC Rapide Wezemaal Champion de Belgique 2005-2006 - Maccabi Holon FC Champion d'Israël 2005-2006 - ŽNK Dinamo-Maksimir (en) Champion de Croatie 2005-2006 - Cardiff City LFC Champion du pays de Galles 2005-2006 - Pärnu JK Champion d'Estonie 2005 - ŽNK Pomurje Champion de Slovénie 2005-2006 - AEK Kokkinochorion Champion de Chypre 2005-2006 - FK Slovan Duslo Šaľa Champion de Slovaquie 2005-2006 - ZFK Škiponjat Champion de Macédoine 2005-2006 - ŽNK SFK 2000 Sarajevo Champion de Bosnie-Herzégovine 2005-2006 - Alma KTZH Champion de Kazakhstan 2005 - FC NSA Sofia Champion de Bulgarie 2005-2006 - FK Gintra Universitetas Champion de Lituanie 2005 | - CFF Clujana Champion de Roumanie 2005-2006 - Dundalk FC Champion d'Irlande 2005-2006 - CS Newtownabbey Champion d'Irlande du Nord 2005 - FC Legenda Tchernihiv Champion d'Ukraine 2005-2006 - SV Neulengbach Champion d'Autriche 2005-2006 - KFC Rapide Wezemaal Champion de Belgique 2005-2006 - Maccabi Holon FC Champion d'Israël 2005-2006 - ŽNK Dinamo-Maksimir (en) Champion de Croatie 2005-2006 - Cardiff City LFC Champion du pays de Galles 2005-2006 - Pärnu JK Champion d'Estonie 2005 - ŽNK Pomurje Champion de Slovénie 2005-2006 - AEK Kokkinochorion Champion de Chypre 2005-2006 - FK Slovan Duslo Šaľa Champion de Slovaquie 2005-2006 - ZFK Škiponjat Champion de Macédoine 2005-2006 - ŽNK SFK 2000 Sarajevo Champion de Bosnie-Herzégovine 2005-2006 - Alma KTZH Champion de Kazakhstan 2005 - FC NSA Sofia Champion de Bulgarie 2005-2006 - FK Gintra Universitetas Champion de Lituanie 2005 | - CFF Clujana Champion de Roumanie 2005-2006 - Dundalk FC Champion d'Irlande 2005-2006 - CS Newtownabbey Champion d'Irlande du Nord 2005 - FC Legenda Tchernihiv Champion d'Ukraine 2005-2006 - SV Neulengbach Champion d'Autriche 2005-2006 - KFC Rapide Wezemaal Champion de Belgique 2005-2006 - Maccabi Holon FC Champion d'Israël 2005-2006 - ŽNK Dinamo-Maksimir (en) Champion de Croatie 2005-2006 - Cardiff City LFC Champion du pays de Galles 2005-2006 - Pärnu JK Champion d'Estonie 2005 - ŽNK Pomurje Champion de Slovénie 2005-2006 - AEK Kokkinochorion Champion de Chypre 2005-2006 - FK Slovan Duslo Šaľa Champion de Slovaquie 2005-2006 - ZFK Škiponjat Champion de Macédoine 2005-2006 - ŽNK SFK 2000 Sarajevo Champion de Bosnie-Herzégovine 2005-2006 - Alma KTZH Champion de Kazakhstan 2005 - FC NSA Sofia Champion de Bulgarie 2005-2006 - FK Gintra Universitetas Champion de Lituanie 2005 |

## Calendrier
| Nom                              | Date aller                       | Date retour                      | Équipes participantes            | Équipes restantes                |                                  |
| Première phase de groupes (2006) | Première phase de groupes (2006) | Première phase de groupes (2006) | Première phase de groupes (2006) | Première phase de groupes (2006) | Première phase de groupes (2006) |
| -------------------------------- | -------------------------------- | -------------------------------- | -------------------------------- | -------------------------------- | -------------------------------- |
| Première phase de groupes        | du 8 au 13 août                  | du 8 au 13 août                  | 36                               | 16                               |                                  |
| Deuxième phase de groupes (2006) |                                  |                                  |                                  |                                  |                                  |
| Deuxième phase de groupes        | du 12 au 17 septembre            | du 12 au 17 septembre            | 16                               | 8                                |                                  |
| Phase finale (2006-2007)         |                                  |                                  |                                  |                                  |                                  |
| Quarts de finale                 | 11-12 octobre                    | 18-19 octobre                    | 8                                | 4                                |                                  |
| Demi-finale                      | 4 novembre                       | 11-12 novembre                   | 4                                | 2                                |                                  |
| Finale                           | 21 avril                         | 29 avril                         | 2                                | 1                                |                                  |

## Première phase de groupes

### Groupe A
| Rang | Équipe                   | Pts | J | G | N | P | Bp | Bc | Diff |
| ---- | ------------------------ | --- | - | - | - | - | -- | -- | ---- |
| 1    | SV Saestum               | 9   | 3 | 3 | 0 | 0 | 15 | 1  | +14  |
| 2    | Cardiff City LFC         | 6   | 3 | 2 | 0 | 1 | 5  | 4  | +1   |
| 3    | ŽNK Dinamo-Maksimir (en) | 3   | 3 | 1 | 0 | 2 | 10 | 10 | 0    |
| 4    | Dundalk FC               | 0   | 3 | 0 | 0 | 3 | 1  | 16 | -15  |

| Résultats (▼dom., ►ext.) |  |     |     |     |
| Cardiff City LFC         |  | 2-0 | 3-2 | 0-2 |
| Dundalk FC               |  |     | 0-8 | 1-6 |
| ŽNK Dinamo-Maksimir (en) |  |     |     | 0-7 |
| SV Saestum               |  |     |     |     |

### Groupe B
| Rang | Équipe           | Pts | J | G | N | P | Bp | Bc | Diff |
| ---- | ---------------- | --- | - | - | - | - | -- | -- | ---- |
| 1    | RCD Espanyol     | 9   | 3 | 3 | 0 | 0 | 12 | 1  | +11  |
| 2    | FCF Juvisy       | 6   | 3 | 2 | 0 | 1 | 12 | 1  | +11  |
| 3    | Hibernian Ladies | 3   | 3 | 1 | 0 | 2 | 3  | 11 | -8   |
| 4    | KÍ Klaksvík      | 0   | 3 | 0 | 0 | 3 | 1  | 15 | -14  |

| Résultats (▼dom., ►ext.) |  |     |     |     |
| RCD Espanyol             |  | 4-1 | 1-0 | 7-0 |
| Hibernian Ladies         |  |     | 0-6 | 2-1 |
| FCF Juvisy               |  |     |     | 6-0 |
| KÍ Klaksvík              |  |     |     |     |

### Groupe C
| Rang | Équipe               | Pts | J | G | N | P | Bp | Bc | Diff |
| ---- | -------------------- | --- | - | - | - | - | -- | -- | ---- |
| 1    | Breiðablik Kopavogur | 9   | 3 | 3 | 0 | 0 | 14 | 0  | +14  |
| 2    | SV Neulengbach       | 6   | 3 | 2 | 0 | 1 | 8  | 4  | +4   |
| 3    | SU 1er Décembre      | 3   | 3 | 1 | 0 | 2 | 7  | 8  | -1   |
| 4    | CS Newtownabbey      | 0   | 3 | 0 | 0 | 3 | 2  | 19 | -17  |

| Résultats (▼dom., ►ext.) |  |     |     |     |
| SU 1er Décembre          |  | 0-4 | 0-3 | 7-1 |
| Breiðablik Kopavogur     |  |     | 3-0 | 7-0 |
| SV Neulengbach           |  |     |     | 5-1 |
| CS Newtownabbey          |  |     |     |     |

### Groupe D
| Rang | Équipe         | Pts | J | G | N | P | Bp | Bc | Diff |
| ---- | -------------- | --- | - | - | - | - | -- | -- | ---- |
| 1    | Helsinki JK    | 9   | 3 | 3 | 0 | 0 | 10 | 0  | +10  |
| 2    | AZS Wrocław    | 4   | 3 | 1 | 1 | 1 | 6  | 4  | +2   |
| 3    | FFC Zuchwil 05 | 4   | 3 | 1 | 1 | 1 | 5  | 5  | 0    |
| 4    | ZFK Škiponjat  | 0   | 3 | 0 | 0 | 3 | 2  | 14 | -12  |

| Résultats (▼dom., ►ext.) |  |     |     |     |
| Helsinki JK              |  | 7-0 | 1-0 | 2-0 |
| ZFK Škiponjat            |  |     | 1-4 | 1-3 |
| AZS Wrocław              |  |     |     | 2-2 |
| FFC Zuchwil 05           |  |     |     |     |

### Groupe E
| Rang | Équipe                  | Pts | J | G | N | P | Bp | Bc | Diff |
| ---- | ----------------------- | --- | - | - | - | - | -- | -- | ---- |
| 1    | FK Universitet Vitebsk  | 6   | 3 | 2 | 0 | 1 | 2  | 1  | +1   |
| 2    | ASD Fiammamonza (en)    | 6   | 3 | 2 | 0 | 1 | 4  | 1  | +3   |
| 3    | ŽNK SFK 2000 Sarajevo   | 4   | 3 | 1 | 1 | 1 | 2  | 2  | 0    |
| 4    | FK Gintra Universitetas | 1   | 3 | 0 | 1 | 2 | 1  | 5  | -4   |

| Résultats (▼dom., ►ext.) |  |     |     |     |
| ASD Fiammamonza (en)     |  | 3-0 | 1-0 | 0-1 |
| FK Gintra Universitetas  |  |     | 1-1 | 0-1 |
| ŽNK SFK 2000 Sarajevo    |  |     |     | 1-0 |
| FK Universitet Vitebsk   |  |     |     |     |

### Groupe F
| Rang | Équipe              | Pts | J | G | N | P | Bp | Bc | Diff |
| ---- | ------------------- | --- | - | - | - | - | -- | -- | ---- |
| 1    | KFC Rapide Wezemaal | 9   | 3 | 3 | 0 | 0 | 18 | 1  | +17  |
| 2    | ŽFK Mašinac PZP Niš | 6   | 3 | 2 | 0 | 1 | 10 | 9  | +1   |
| 3    | ŽNK Pomurje         | 3   | 3 | 1 | 0 | 2 | 9  | 9  | 0    |
| 4    | Pärnu JK            | 0   | 3 | 0 | 0 | 3 | 2  | 20 | -18  |

| Résultats (▼dom., ►ext.) |  |     |     |     |
| ŽFK Mašinac PZP Niš      |  | 6-1 | 3-2 | 1-6 |
| Pärnu JK                 |  |     | 1-7 | 0-7 |
| ŽNK Pomurje              |  |     |     | 0-5 |
| KFC Rapide Wezemaal      |  |     |     |     |

### Groupe G
| Rang | Équipe               | Pts | J | G | N | P | Bp | Bc | Diff |
| ---- | -------------------- | --- | - | - | - | - | -- | -- | ---- |
| 1    | WFC Rossiyanka       | 9   | 3 | 3 | 0 | 0 | 18 | 3  | +15  |
| 2    | Alma KTZH            | 6   | 3 | 2 | 0 | 1 | 11 | 9  | +2   |
| 3    | FK Slovan Duslo Šaľa | 3   | 3 | 1 | 0 | 2 | 4  | 11 | -7   |
| 4    | CFF Clujana          | 0   | 3 | 0 | 0 | 3 | 2  | 12 | -10  |

| Résultats (▼dom., ►ext.) |  |     |     |     |
| Alma KTZH                |  | 4-2 | 2-5 | 5-2 |
| CFF Clujana              |  |     | 0-7 | 0-1 |
| WFC Rossiyanka           |  |     |     | 6-1 |
| FK Slovan Duslo Šaľa     |  |     |     |     |

### Groupe H
| Rang | Équipe                | Pts | J | G | N | P | Bp | Bc | Diff |
| ---- | --------------------- | --- | - | - | - | - | -- | -- | ---- |
| 1    | FC Legenda Tchernihiv | 9   | 3 | 3 | 0 | 0 | 12 | 0  | +12  |
| 2    | Maccabi Holon FC      | 4   | 3 | 1 | 1 | 1 | 6  | 4  | +2   |
| 3    | PAOK Salonique        | 4   | 3 | 1 | 1 | 1 | 6  | 8  | -2   |
| 4    | AEK Kokkinochorion    | 0   | 3 | 0 | 0 | 3 | 2  | 14 | -12  |

| Résultats (▼dom., ►ext.) |  |     |     |     |
| Maccabi Holon FC         |  | 5-0 | 0-3 | 1-1 |
| AEK Kokkinochorion       |  |     | 0-4 | 2-5 |
| FC Legenda Tchernihiv    |  |     |     | 5-0 |
| PAOK Salonique           |  |     |     |     |

### Groupe I
| Rang | Équipe            | Pts | J | G | N | P | Bp | Bc | Diff |
| ---- | ----------------- | --- | - | - | - | - | -- | -- | ---- |
| 1    | FC Femina         | 9   | 3 | 3 | 0 | 0 | 15 | 1  | +14  |
| 2    | FC NSA Sofia      | 6   | 3 | 2 | 0 | 1 | 10 | 2  | +8   |
| 3    | FC Narta Chişinău | 3   | 3 | 1 | 0 | 2 | 3  | 11 | -8   |
| 4    | Gömrükçü Bakou    | 0   | 3 | 0 | 0 | 3 | 2  | 16 | -14  |

| Résultats (▼dom., ►ext.) |  |     |     |     |
| FC Narta Chişinău        |  | 0-7 | 2-1 | 1-3 |
| FC Femina                |  |     | 7-1 | 1-0 |
| Gömrükçü Bakou           |  |     |     | 0-7 |
| FC NSA Sofia             |  |     |     |     |

## Deuxième phase de groupes

### Groupe A
| Rang | Équipe                 | Pts | J | G | N | P | Bp | Bc | Diff |
| ---- | ---------------------- | --- | - | - | - | - | -- | -- | ---- |
| 1    | FFC Francfort          | 9   | 3 | 3 | 0 | 0 | 12 | 0  | +12  |
| 2    | Breiðablik Kopavogur   | 6   | 3 | 2 | 0 | 1 | 3  | 6  | -3   |
| 3    | Helsinki JK            | 1   | 3 | 0 | 1 | 2 | 1  | 4  | -3   |
| 4    | FK Universitet Vitebsk | 1   | 3 | 0 | 1 | 2 | 0  | 6  | -6   |

| Résultats (▼dom., ►ext.) |  |     |     |     |
| Breiðablik Kopavogur     |  | 0-5 | 2-1 | 1-0 |
| FFC Francfort            |  |     | 2-0 | 5-0 |
| Helsinki JK              |  |     |     | 0-0 |
| FK Universitet Vitebsk   |  |     |     |     |

### Groupe B
| Rang | Équipe                | Pts | J | G | N | P | Bp | Bc | Diff |
| ---- | --------------------- | --- | - | - | - | - | -- | -- | ---- |
| 1    | Umeå IK               | 9   | 3 | 3 | 0 | 0 | 7  | 1  | +6   |
| 2    | Kolbotn Fotball       | 6   | 3 | 2 | 0 | 1 | 7  | 5  | +2   |
| 3    | RCD Espanyol          | 3   | 3 | 1 | 0 | 2 | 7  | 7  | 0    |
| 4    | FC Legenda Tchernihiv | 0   | 3 | 0 | 0 | 3 | 1  | 9  | -8   |

| Résultats (▼dom., ►ext.) |  |     |     |     |
| RCD Espanyol             |  | 2-4 | 5-0 | 0-3 |
| Kolbotn Fotball          |  |     | 2-1 | 1-2 |
| FC Legenda Tchernihiv    |  |     |     | 0-2 |
| Umeå IK                  |  |     |     |     |

### Groupe C
| Rang | Équipe              | Pts | J | G | N | P | Bp | Bc | Diff |
| ---- | ------------------- | --- | - | - | - | - | -- | -- | ---- |
| 1    | FFC Turbine Potsdam | 7   | 3 | 2 | 1 | 0 | 7  | 2  | +5   |
| 2    | SV Saestum          | 7   | 3 | 2 | 1 | 0 | 7  | 3  | +4   |
| 3    | KFC Rapide Wezemaal | 3   | 3 | 1 | 0 | 2 | 4  | 5  | -1   |
| 4    | AC Sparta Prague    | 0   | 3 | 0 | 0 | 3 | 3  | 11 | -8   |

| Résultats (▼dom., ►ext.) |  |     |     |     |
| AC Sparta Prague         |  | 1-3 | 0-4 | 2-4 |
| SV Saestum               |  |     | 2-2 | 2-0 |
| FFC Turbine Potsdam      |  |     |     | 1-0 |
| KFC Rapide Wezemaal      |  |     |     |     |

### Groupe D
| Rang | Équipe         | Pts | J | G | N | P | Bp | Bc | Diff |
| ---- | -------------- | --- | - | - | - | - | -- | -- | ---- |
| 1    | Arsenal LFC    | 9   | 3 | 3 | 0 | 0 | 12 | 4  | +8   |
| 2    | Brøndby IF     | 6   | 3 | 2 | 0 | 1 | 7  | 3  | +4   |
| 3    | WFC Rossiyanka | 3   | 3 | 1 | 0 | 2 | 9  | 9  | 0    |
| 4    | FC Femina      | 0   | 3 | 0 | 0 | 3 | 3  | 15 | -12  |

| Résultats (▼dom., ►ext.) |  |     |     |     |
| Arsenal LFC              |  | 1-0 | 6-0 | 5-4 |
| Brøndby IF               |  |     | 5-1 | 2-1 |
| FC Femina                |  |     |     | 2-4 |
| WFC Rossiyanka           |  |     |     |     |

## Phase finale

### Tableau
|  | Quarts de finale      | Quarts de finale      | Quarts de finale      | Quarts de finale      |                 |                 | Demi-finales          | Demi-finales          | Demi-finales          | Demi-finales          |  |  | Finale              | Finale              | Finale              | Finale              |
|  |                       |                       |                       |                       |                 |                 |                       |                       |                       |                       |  |  |                     |                     |                     |                     |
|  | 11 et 19 octobre 2006 | 11 et 19 octobre 2006 | 11 et 19 octobre 2006 | 11 et 19 octobre 2006 |                 |                 | 4 et 12 novembre 2006 | 4 et 12 novembre 2006 | 4 et 12 novembre 2006 | 4 et 12 novembre 2006 |  |  | 21 et 29 avril 2007 | 21 et 29 avril 2007 | 21 et 29 avril 2007 | 21 et 29 avril 2007 |
|  | 11 et 19 octobre 2006 | 11 et 19 octobre 2006 | 11 et 19 octobre 2006 | 11 et 19 octobre 2006 |                 |                 | 4 et 12 novembre 2006 | 4 et 12 novembre 2006 | 4 et 12 novembre 2006 | 4 et 12 novembre 2006 |  |  | 21 et 29 avril 2007 | 21 et 29 avril 2007 | 21 et 29 avril 2007 | 21 et 29 avril 2007 |
|  | 2e Gr. B              | Kolbotn Fotball       | 2                     | 2                     |                 |                 | 4 et 12 novembre 2006 | 4 et 12 novembre 2006 | 4 et 12 novembre 2006 | 4 et 12 novembre 2006 |  |  | 21 et 29 avril 2007 | 21 et 29 avril 2007 | 21 et 29 avril 2007 | 21 et 29 avril 2007 |
|  | 2e Gr. B              | Kolbotn Fotball       | 2                     | 2                     |                 |                 | 4 et 12 novembre 2006 | 4 et 12 novembre 2006 | 4 et 12 novembre 2006 | 4 et 12 novembre 2006 |  |  | 21 et 29 avril 2007 | 21 et 29 avril 2007 | 21 et 29 avril 2007 | 21 et 29 avril 2007 |
|  | 1er Gr. A             | FFC Francfort         | 1                     | 3                     |                 |                 | 4 et 12 novembre 2006 | 4 et 12 novembre 2006 | 4 et 12 novembre 2006 | 4 et 12 novembre 2006 |  |  | 21 et 29 avril 2007 | 21 et 29 avril 2007 | 21 et 29 avril 2007 | 21 et 29 avril 2007 |
|  | 1er Gr. A             | FFC Francfort         | 1                     | 3                     | Kolbotn Fotball | Kolbotn Fotball | 1                     | 0                     |                       |                       |  |  | 21 et 29 avril 2007 | 21 et 29 avril 2007 | 21 et 29 avril 2007 | 21 et 29 avril 2007 |
|  | 13 et 19 octobre 2006 |                       |                       |                       | Kolbotn Fotball | Kolbotn Fotball | 1                     | 0                     |                       |                       |  |  | 21 et 29 avril 2007 | 21 et 29 avril 2007 | 21 et 29 avril 2007 | 21 et 29 avril 2007 |
|  |                       |                       | Umeå IK               | Umeå IK               | 5               | 6               |                       |                       |                       |                       |  |  | 21 et 29 avril 2007 | 21 et 29 avril 2007 | 21 et 29 avril 2007 | 21 et 29 avril 2007 |
|  | 2e Gr. A              | SV Saestum            | Umeå IK               | Umeå IK               | 5               | 6               | 1                     | 2                     |                       |                       |  |  | 21 et 29 avril 2007 | 21 et 29 avril 2007 | 21 et 29 avril 2007 | 21 et 29 avril 2007 |
|  | 2e Gr. A              | SV Saestum            | 4 et 11 novembre 2006 |                       |                 |                 | 1                     | 2                     |                       |                       |  |  | 21 et 29 avril 2007 | 21 et 29 avril 2007 | 21 et 29 avril 2007 | 21 et 29 avril 2007 |
|  | 1er Gr. D             | Umeå IK               | 6                     | 5                     |                 |                 |                       |                       |                       |                       |  |  | 21 et 29 avril 2007 | 21 et 29 avril 2007 | 21 et 29 avril 2007 | 21 et 29 avril 2007 |
|  | 1er Gr. D             | Umeå IK               | 6                     | 5                     | Umeå IK         | Umeå IK         | 0                     | 0                     |                       |                       |  |  |                     |                     |                     |                     |
|  | 11 et 18 octobre 2006 |                       |                       |                       | Umeå IK         | Umeå IK         | 0                     | 0                     |                       |                       |  |  |                     |                     |                     |                     |
|  |                       |                       | Arsenal LFC           | Arsenal LFC           | 1               | 0               |                       |                       |                       |                       |  |  |                     |                     |                     |                     |
|  | 2e Gr. D              | Brøndby IF            | Arsenal LFC           | Arsenal LFC           | 1               | 0               | 3                     | 1                     |                       |                       |  |  |                     |                     |                     |                     |
|  | 2e Gr. D              | Brøndby IF            |                       |                       |                 |                 |                       |                       |                       |                       |  |  |                     |                     |                     |                     |
|  | 1er Gr. C             | FFC Turbine Potsdam   | 0                     | 2                     |                 |                 |                       |                       |                       |                       |  |  |                     |                     |                     |                     |
|  | 1er Gr. C             | FFC Turbine Potsdam   | 0                     | 2                     | Brøndby IF      | Brøndby IF      | 2                     | 0                     |                       |                       |  |  |                     |                     |                     |                     |
|  | 12 et 19 octobre 2006 |                       |                       |                       | Brøndby IF      | Brøndby IF      | 2                     | 0                     |                       |                       |  |  |                     |                     |                     |                     |
|  |                       |                       | Arsenal LFC           | Arsenal LFC           | 2               | 3               |                       |                       |                       |                       |  |  |                     |                     |                     |                     |
|  | 2e Gr. C              | Breiðablik Kopavogur  | Arsenal LFC           | Arsenal LFC           | 2               | 3               | 0                     | 1                     |                       |                       |  |  |                     |                     |                     |                     |
|  | 2e Gr. C              | Breiðablik Kopavogur  |                       |                       |                 |                 |                       | 1                     |                       |                       |  |  |                     |                     |                     |                     |
|  | 1er Gr. B             | Arsenal LFC           | 5                     | 4                     |                 |                 |                       |                       |                       |                       |  |  |                     |                     |                     |                     |
|  | 1er Gr. B             | Arsenal LFC           | 5                     | 4                     |                 |                 |                       |                       |                       |                       |  |  |                     |                     |                     |                     |
|  |                       |                       |                       |                       |                 |                 |                       |                       |                       |                       |  |  |                     |                     |                     |                     |

### Quarts de finale
| Pays | Club                 | Aller | Retour | Club                | Pays |
| ---- | -------------------- | ----- | ------ | ------------------- | ---- |
|      | Kolbotn Fotball      | 2-1   | 2-3    | FFC Francfort       |      |
|      | Brøndby IF           | 3-0   | 1-2    | FFC Turbine Potsdam |      |
|      | Breiðablik Kopavogur | 0-5   | 1-4    | Arsenal LFC         |      |
|      | SV Saestum           | 1-6   | 2-5    | Umeå IK             |      |

### Demi-finales
| Pays | Club            | Aller | Retour | Club        | Pays |
| ---- | --------------- | ----- | ------ | ----------- | ---- |
|      | Kolbotn Fotball | 1-5   | 0-6    | Umeå IK     |      |
|      | Brøndby IF      | 2-2   | 0-3    | Arsenal LFC |      |

### Finale
| Match aller                 | Umeå IK                  | 0 – 1 | Arsenal LFC    | Gammliavallen, Umeå                            |                                                |
| 21 avril 2007 14 h 00 (CET) |                          |       | Alex Scott 90e | Spectateurs : 6 265 Arbitrage : Christine Beck | Spectateurs : 6 265 Arbitrage : Christine Beck |
| 21 avril 2007 14 h 00 (CET) | rapport =rp.html Rapport |       |                | Spectateurs : 6 265 Arbitrage : Christine Beck | Spectateurs : 6 265 Arbitrage : Christine Beck |

| G               | 53 | Carola Söberg     |   |  |     |
| D               | 2  | Anna Paulson      |   |  |     |
| D               | 3  | Johanna Frisk     |   |  |     |
| D               | 4  | Karolina Westberg |   |  |     |
| D               | 89 | Maria Bergqvist   |   |  |     |
| M               | 7  | Lisa Dahlkvist    | 0 |  | 76e |
| M               | 14 | Lise Klaveness    |   |  |     |
| M               | 20 | Elaine            |   |  |     |
| A               | 10 | Hanna Ljungberg   | 0 |  | 63e |
| A               | 13 | Madeleine Edlund  |   |  |     |
| A               | 60 | Marta             |   |  |     |
| Remplaçantes :  |    |                   |   |  |     |
| A               | 18 | Ma Xiaoxu         | 0 |  | 63e |
| A               | 19 | Ramona Bachmann   | 0 |  | 76e |
| Entraîneur :    |    |                   |   |  |     |
| Andrée Jeglertz |    |                   |   |  |     |

| G              | 1  | Emma Byrne       |   |     |     |
| D              | 23 | Mary Phillip     |   |     |     |
| D              | 12 | Alex Scott       |   |     |     |
| D              | 17 | Katie Chapman    |   |     |     |
| D              | 18 | Anita Asante     |   |     |     |
| M              | 4  | Jayne Ludlow     | 0 | 15e |     |
| M              | 7  | Ciara Grant      |   |     |     |
| M              | 11 | Rachel Yankey    |   |     |     |
| A              | 9  | Lianne Sanderson |   |     |     |
| A              | 10 | Julie Fleeting   |   |     |     |
| A              | 20 | Karen Carney     | 0 |     | 89e |
| Remplaçantes : |    |                  |   |     |     |
| M              | 20 | Gemma Davison    | 0 |     | 89e |
| Entraîneur :   |    |                  |   |     |     |
| Vic Akers      |    |                  |   |     |     |

| Match retour                | Arsenal LFC              | 0 – 0 | Umeå IK | Meadow Park, Borehamwood                        |                                                 |
| 29 avril 2007 13 h 00 (CET) |                          |       |         | Spectateurs : 3 467 Arbitrage : Nicole Petignat | Spectateurs : 3 467 Arbitrage : Nicole Petignat |
| 29 avril 2007 13 h 00 (CET) | rapport =rp.html Rapport |       |         | Spectateurs : 3 467 Arbitrage : Nicole Petignat | Spectateurs : 3 467 Arbitrage : Nicole Petignat |

| G              | 1  | Emma Byrne       |   |     |     |
| D              | 23 | Mary Phillip     | 0 | 77e |     |
| D              | 12 | Alex Scott       |   |     |     |
| D              | 17 | Katie Chapman    |   |     |     |
| D              | 18 | Anita Asante     |   |     |     |
| M              | 4  | Jayne Ludlow     | 0 | 87e | 90e |
| M              | 7  | Ciara Grant      |   |     |     |
| M              | 11 | Rachel Yankey    |   |     |     |
| A              | 9  | Lianne Sanderson |   |     |     |
| A              | 10 | Julie Fleeting   |   |     |     |
| A              | 20 | Karen Carney     |   |     |     |
| Remplaçantes : |    |                  |   |     |     |
| D              | 4  | Faye White       | 0 |     | 90e |
| Entraîneur :   |    |                  |   |     |     |
| Vic Akers      |    |                  |   |     |     |

| G               | 53 | Carola Söberg     |   |  |     |
| D               | 2  | Anna Paulson      |   |  |     |
| D               | 3  | Johanna Frisk     |   |  |     |
| D               | 4  | Karolina Westberg |   |  |     |
| D               | 89 | Maria Bergqvist   |   |  |     |
| M               | 7  | Lisa Dahlkvist    | 0 |  | 55e |
| M               | 14 | Lise Klaveness    |   |  |     |
| M               | 20 | Elaine            |   |  |     |
| A               | 10 | Hanna Ljungberg   |   |  |     |
| A               | 18 | Ma Xiaoxu         | 0 |  | 72e |
| A               | 60 | Marta             |   |  |     |
| Remplaçantes :  |    |                   |   |  |     |
| A               | 13 | Madeleine Edlund  | 0 |  | 55e |
| A               | 19 | Ramona Bachmann   | 0 |  | 72e |
| Entraîneur :    |    |                   |   |  |     |
| Andrée Jeglertz |    |                   |   |  |     |

| Champion d'Europe 2007    |
| ------------------------- |
| Drapeau de l'Angleterre   |
| Arsenal LFC Premier Titre |

## Statistiques
| Rang | Joueuse         | Équipe      | Buts |
| ---- | --------------- | ----------- | ---- |
| 1    | Hanna Ljungberg | Umeå IK     | 7    |
| 2    | Marta           | Umeå IK     | 6    |
| 3    | Kelly Smith     | Arsenal LFC | 5    |